# 이상조요중국
《이상조요중국》(理想照耀中国)은 2021년 방송되었던 중국의 드라마이다.

## 등장 인물
- 왕카이 - 가오페이 역
- 황품원 (黄品沅) - 왕유량 역
- 닝신 (宁心) - 샤오닝 역
- 왕쥔카이 - 린밍 역
- 천두링 - 천가녀 역
- 청이 - 관총귀 역
- 탄쑹윈 - 후웨이우 역
- 덩룬 - 우주타이 역
- 후커 - 설송 역
- 펑샤오란 - 기목격 역
- 동선 (董璇) - 자오신화 역
- 위샤오광 - 왕언진 역
- 장자니 - 소수 역
- 마오쥔제 - 추모 역
- 허우밍하오 - 차이보쩐 역
- 우첸 - 송시 역
- 임흔의 - 옌샤오메이 역
- 왕이보 - 장선운 역
- 성일륜 - 여감자 역